# Dòlar canadenc
El dòlar canadenc (en anglès Canadian dollar, en francès dollar canadien; en l'ús habitual, simplement dollar) és la unitat monetària oficial del Canadà. Se subdivideix en 100 cents. El codi ISO 4217 és CAD; s'abreuja $, o C$ per diferenciar-lo d'altres menes de dòlars. El dòlar ha estat en vigor durant gran part de la història del Canadà.

## Història
El Canadà va decidir usar el dòlar en lloc de la lliura esterlina britànica a causa de la difusió de l'anomenat dòlar espanyol o peso a l'Amèrica del Nord durant el segle xviii i començament del xix, i a causa de la generalització del dòlar dels Estats Units. La regió que correspon a l'actual Quebec, en particular, va afavorir l'ús del dòlar (el Banc de Mont-real va emetre bitllets en dòlars el 1817), mentre que les colònies atlàntiques, que tenien uns lligams més forts amb la Gran Bretanya, no n'eren tan partidàries.

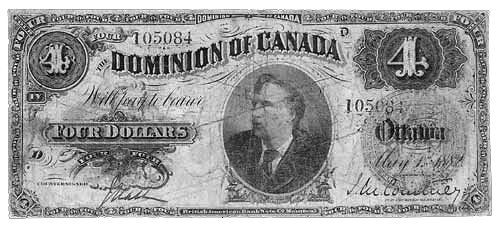
Bitllet de 4 dòlars del 1882

La província del Canadà (o Canada-Uni) va declarar que tots els comptes es farien en dòlars l'1 de gener del 1858, i va ordenar l'emissió dels primers dòlars canadencs oficials el mateix any. Les colònies, que al cap de poc temps s'unirien en la Confederació Canadenca, van adoptar progressivament un sistema decimal els anys següents.
Finalment, el govern va aprovar la Uniform Currency Act (llei d'unificació monetària) l'abril del 1871, que substituïa les monedes de les diverses províncies per un dòlar canadenc comú a totes. El patró or fou abolit definitivament el 10 d'abril del 1933.

## La moneda canadenca
Els canadencs usen monedes i bitllets amb una denominació similar a les dels Estats Units. De fet, històricament, les mides de les monedes inferiors a 50 cents són idèntiques a les nord-americanes, a causa del fet que tots dos països usaven el dòlar espanyol com a base.

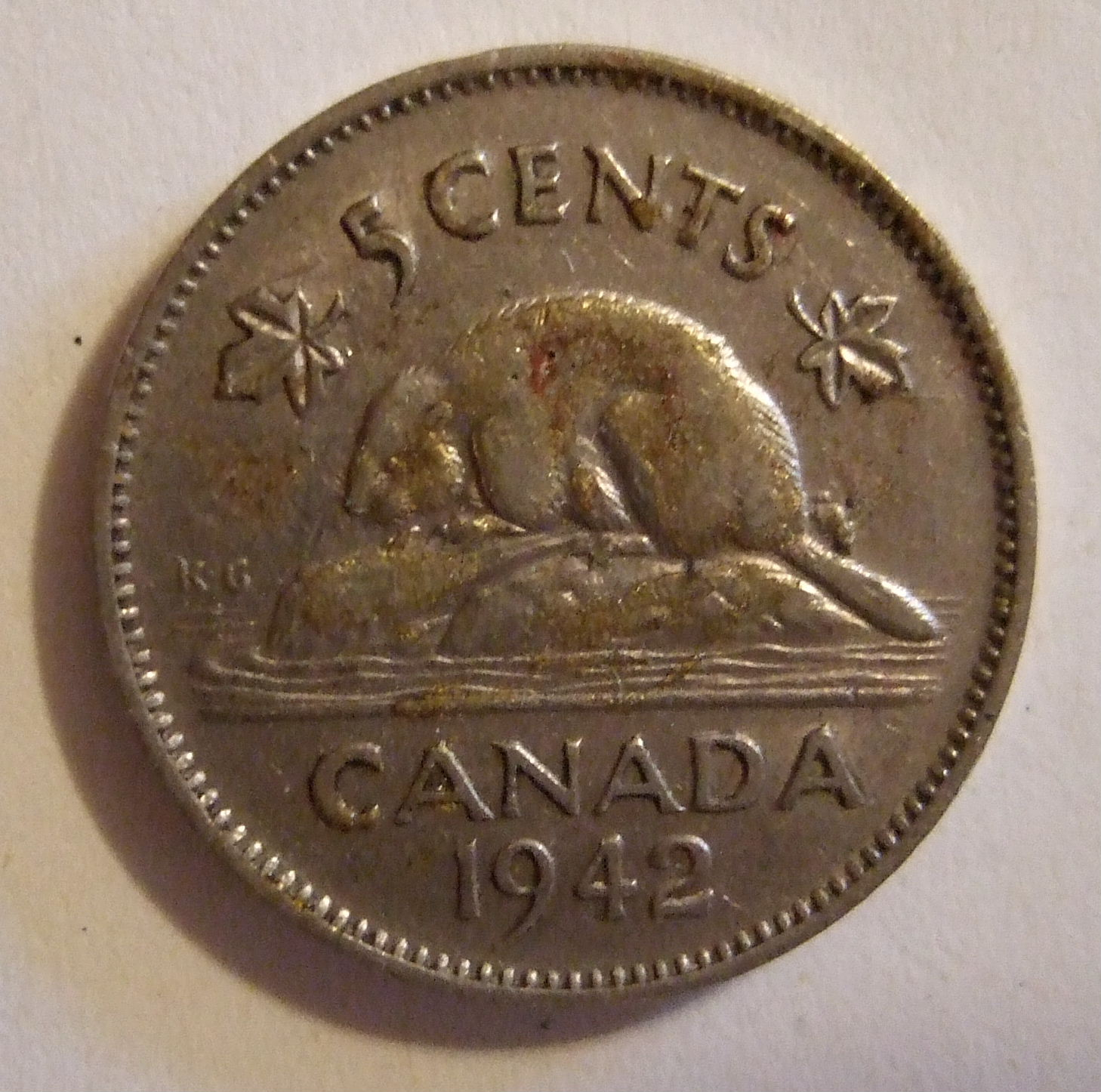
Moneda de 5 cents de 1942, amb un disseny idèntic a la moneda en vigor actualment

Les monedes canadenques (d'1, 5, 10, 25 i 50 cents i 1 i 2 dòlars) són emeses per la Reial Casa de la Moneda Canadenca (Royal Canadian Mint, Monnaie Royale Canadienne) i s'encunyen a Winnipeg. Els bitllets (de 5, 10, 20, 50, 100 i 1.000 dòlars) els emet el Banc del Canadà (Bank of Canada, Banque du Canada) i es produeixen a Ottawa; l'any 2000 l'autoritat monetària va deixar d'emetre bitllets de 1.000 dòlars i va començar a retirar-los de la circulació. Tant les monedes com els bitllets porten les inscripcions en les dues llengües oficials del Canadà: l'anglès i el francès.
Les monedes d'1$ col·loquialment s'anomenen loonies, del nom anglès (common loon) de la calàbria grossa (un ocell aquàtic de nom científic Gavia immer) que hi figura, i aquest nom s'usa sovint per referir-se també a la unitat monetària en general; en francès en diuen dollar huard amb el mateix sentit, o tradicionalment piastre. Les monedes de 2$, on hi figura un os polar, per analogia s'anomenen twonies (o toonies).

### Dòlar delvoyageur
El dòlar amb la figura del voyageur (en francès, 'viatjant') s'ha convertit en un dels símbols del Canadà. Un voyageur era un aventurer pioner que viatjava amb canoa des de Mont-real cap a l'interior del país per comprar pells als indis.
Entre 1935 i 1986 es van encunyar dòlars de curs legal amb la figura emblemàtica del voyageur dissenyada per Emanuel Hahn. El motiu central és un voyageur i un amerindi a bord d'una canoa canadenca. A l'esquerra, sota la canoa, es troben les sigles EH del dissenyador. En un dels paquets que porten a la canoa hi ha inscrites les sigles HB, de Hudson's Bay. La Companyia de la Badia de Hudson va tenir un paper important en el desenvolupament del país. Al darrere, una illa amb arbres evoca la riquesa natural del Canadà. Les línies de l'aurora polar recorden la immensitat del territori que es projecta més enllà del cercle polar àrtic.
Els elements que el componen recorden la història del país, evoquen les primeres imatges dels pioners i representen la base del comerç i l'ús de les pells com a moneda d'intercanvi.
El motiu va ser lleugerament modificat al llarg dels anys, però ha restat essencialment el mateix. La variació més polèmica es va produir el 1953 a l'anvers de la moneda. Es va dissenyar una nova efígie de la reina Elisabet II, però el relleu era massa pronunciat i no van sortir els plecs del vestit. La sensació de l'espatlla nua es va considerar inadequat i es va modificar el mateix any.
El 1966 es va encunyar l'últim voyageur d'argent, que era de 2a llei 800. Entre 1968 i 1986 es van emetre els dòlars de níquel, excepte una versió de qualitat flor d'encuny del 1972. El 1987, quan el Canadà va decidir canviar els bitllets d'un dòlar per monedes, els encunys es van perdre. Es van enviar d'Ottawa a Winnipeg per iniciar-ne la producció, però no hi van arribar mai. La Casa de la Moneda els va substituir per un disseny alternatiu amb una calàbria, que s'ha acabat popularitzant.
El 2003, amb motiu del 50è aniversari de la coronació de la reina, es va emetre una edició especial amb la reproducció del voyageur del 1963 d'argent pur de llei 999,9.

## Taxes de canvi
- 1 EUR = 1,334 CAD (13 d'abril del 2015)
- 1 USD = 1,264 CAD (13 d'abril del 2015)
- 1 GBP = 1,847 CAD (13 d'abril del 2015)